# 蘿西·培瑞茲
蘿西·培瑞茲（英語：Rosa María "Rosie" Pérez，1964年9月6日—）是曾獲奧斯卡獎提名的美國電影女演員、編舞家以及導演。她以濃厚的鼻音與布魯克林口音著名。

## 外部連結
- 蘿西·培瑞茲在互联网电影资料库（IMDb）上的資料（英文）
- 互联网外百老汇数据库（IOBDB）上蘿西·培瑞茲的資料（英文）